# Романова, Гиана Александровна
Гиана Александровна Романова (10 марта 1954, Сятры, Цивильский район, Чувашская АССР, РСФСР, СССР) — советская бегунья на средние дистанции 1970-х годов, чемпион Европы 1978 года в беге на 1500 м c рекордом чемпионатов (3:59.01), 3 сентября 1978 года в Праге, Чехословакия. Заслуженный мастер спорта СССР (1978) по лёгкой атлетике.

## Биография
Воспитанница Чебоксарской спортивной школы молодежи. Окончила Волгоградский институт физической культуры.
Тренировалась под руководством Василия Семёновича Семёнова.
Ныне работает тренером-преподавателем Чебоксарской ДЮСШ № 3. Судья республиканской (Российской Федерации) категории по легкой атлетике.

## Спортивные достижения
- Чемпионка Европы (1978)
- призер чемпионата России (1974)
- серебряный призер Кубка мира (1979)
- победительница Кросса Наций (1976, 1977, 1980, 1981)
- чемпионка СССР (1976—1979)
- победительница, бронзовый и серебряный призер Спартакиад народов СССР (1975, 1979)